# 白胁山蜂鸟
白胁山蜂鸟（学名：Oreotrochilus leucopleurus），是雨燕目蜂鸟科的一种鸟类。
白胁山蜂鸟体重约8.2克，翼长约68.2毫米，嘴峰长约24.3毫米，喙宽度约2.3毫米，喙厚度约2.2毫米，跗蹠长约7.8毫米，尾长约48毫米。白胁山蜂鸟是部分迁徙的鸟类，其栖息在开放的草原环境中，食性为草食性，主要食物来源是植物的花蜜。
白胁山蜂鸟分布于玻利维亚南部至阿根廷南部和智利中南部比奥比奥的安第斯山脉地区。该物种是单型物种，没有亚种分化。